# Rozłącznik izolacyjny
Rozłącznik izolacyjny (ang. switch-disconnector) – łącznik elektryczny (rozłącznik) spełniający jednocześnie dwie funkcje:
- przewodzenia prądu w warunkach znamionowych, podczas przetężenia (w tym zwarcia, przez odpowiednio zdefiniowany czas) oraz rozłączania obwodu w warunkach znamionowych i zakłóceniowych,
- izolowanie, czyli spełnienie własności izolacyjnych zapewniających bezpieczną pracę obsługi.

Pamiętać należy, że pojęcie widocznej przerwy izolacyjnej funkcjonuje w przypadku urządzeń średniego i wysokiego napięcia, a nie jest wymagane przy urządzeniach niskiego napięcia. Pozycja dźwigni rozłącznika izolacyjnego informuje jednoznacznie o jego załączeniu bądź rozłączeniu, umożliwiając bezpieczną pracę. 
Aparat spełniający powyższe wymagania według normy IEC/EN 60947-3 ma naniesioną na obudowę przytoczoną normę oraz oznakowany jest odpowiednim symbolem. Tylko takie kryteria uprawniają producenta do określenia swojego aparatu jako rozłącznik izolacyjny.

## Parametry
Rozłączniki izolacyjne najczęściej są określane następującymi parametrami:
- Napięcie znamionowe udarowe wytrzymywane – czyli wartość szczytowa napięcia udarowego ({\displaystyle U_{imp}});
- Napięcie znamionowe ({\displaystyle U_{i}});
- Napięcie znamionowe łączeniowe ({\displaystyle U_{e}});
- Prąd znamionowy, który może płynąć długotrwale przez rozłącznik ({\displaystyle I_{e}})
- Prąd znamionowy krótkotrwały, czyli wartość skuteczna prądu, który przez rozłącznik może popłynąć bez jego uszkodzenia ({\displaystyle I_{cw}});
- Zdolność na załączenie zwarcia – prąd znamionowy załączalny ({\displaystyle I_{cm}})

## Przykłady
- Rozłączniki izolacyjne OT[2] firmy ABB są przystosowane do wielu różnych zastosowań, takich jak maszyny, dystrybucja energii, centra sterowania silnikami i instalacje fotowoltaiczne.
  - OT – rozłączniki izolacyjne z napędem ręcznym w zakresie 16...4000 A
  - OTM – rozłączniki izolacyjne z napędem silnikowym w zakresie 16...2500 A
  - OTDC – rozłączniki izolacyjne do zastosowań fotowoltaicznych w zakresie 16…1600A
- Rozłączniki izolacyjne DPX-IS firmy Legrand z widoczną przerwą stykową. Rozłączniki DPX-IS należą do rodziny aparatów kompaktowych DPX. Dlatego też mają wspólne wyposażenie dodatkowe, np. styki pomocnicze, wyzwalacze podnapięciowe i wzrostowe, przyłącza tylne, przedłużki rozszerzające oraz zaciski klatkowe[3]. 
  - DPX-IS 250 – grupa rozłączników na prąd znamionowy 63, 100, 160 i 250 A.
  - DPX-IS 630 – grupa rozłączników na prąd znamionowy 400 i 630 A.
  - DPX-IS 1600 – grupa rozłączników na prąd znamionowy 800, 1000, 1250 i 1600 A.
- Rozłącznik Izolacyjny VISTOP firmy Legrand – służą do łączenia i rozłączania obwodów obciążonych prądami roboczymi od 32 do 160 A (z możliwością montażu na TH-35).
- Rozłącznik izolacyjny IS firmy Eaton Electric – Aparaty te o budowie modułowej wykonywane są na prądy znamionowe od 16 do 125 A i są dostępne w wersji od 1 do 4 biegunów[4].
- Rozłączniki izolacyjny Dumeco oraz Duco firmy Eaton Electric – są to rozłączniki z widoczną przerwą izolacyjną. Budowane na prądy znamionowe do 2000 A[5].
- Rozłączniki izolacyjne DCM i DMM firmy Eaton Electric – rozłączniki budowane na prądy znamionowy do 63 A dla DCM, do 125 A dla DMM.
- Rozłącznik izolacyjny SV firmy ETI
- Rozłączniki izolacyjne R7 firmy BEMKO
- Rozłączniki izolacyjne FR 300 firmy Legrand – W zależności od typu posiadają kategorię użytkowania AC22 lub AC23 oraz różne prądy znamionowe od 20 do 125 A. Bez lub z sygnalizacją stanu załączenia. Występują jako 1P, 2P, 3P lub 3P+N. Przystosowane do współpracy ze stykiem pomocniczym PS 350.[6]
- Rozłącznik izolacyjny LA firmy ETI – stosowane w rozdzielnicach i szafkach elektrycznych do wyłączania i rozłączania pod napięciem obwodów niskiego napięcia o prądach rozłączalnych do 1250 A. Stosowane są jako: wyłączniki główne, silnikowe i bezpieczeństwa. Posiadają podwójny układ widocznych styków z napędem migowym. Budowane na prądy znamionowe od 160 do 1250 A[7].
- Rozłącznik izolacyjny SBN firmy Hager – produkowane na prądy w zakresie 16-125 A.
- Rozłącznik izolacyjny Ex9I125 firmy NOARK ELECTRIC – wykonywane w wersji 1 moduł na 1 biegun w szerokim zakresie prądowym od 32-125 A. Są dostępne w wersjach 1-, 2-, 3-, oraz 4-biegunowych[8].
- Rozłączniki izolacyjne RA[9] firmy APATOR
- Rozłączniki izolacyjne FSD3 firmy PROMFACTOR. Są dostępne w wersji od 1 do 4 biegunów w zakresie prądowym od 10 do 125A.